# Berschweiler bei Baumholder
Berschweiler bei Baumholder – miejscowość i gmina w Niemczech, w kraju związkowym Nadrenia-Palatynat, w powiecie Birkenfeld, wchodzi w skład gminy związkowej Baumholder.